# Saúde mental de Jesus
A questão de saber se o Jesus histórico gozava de boa saúde mental foi alvo de estudos por vários psicólogos, filósofos, historiadores e escritores. O primeiro a questionar extensa e detalhadamente a sanidade de Jesus foi o psicólogo francês Charles Binet-Sanglé, médico-chefe de Paris e autor da obra de quatro volumes La folie de Jésus. A tese de Binet-Sanglé encontra tanto apoiadores quanto oponentes.

## Opiniões que põem em causa a sanidade de Jesus
Foi sugerido por psiquiatras Oskar Panizza(de), Georg Lomer(de), William Hirsch(de), William Sargant, Anthony Storr, e outros que Jesus tinha um transtorno mental ou psiquiátrico. Isso foi apoiado, entre outros, pela Igreja da Inglaterra, com base no fato de que o Evangelho de Marcos (Marcos 3:21) relata que "Quando seus parentes souberam disto, saíram para o segurar; porque diziam: Ele está fora de si".
O psicólogo Władysław Witwicki afirma que Jesus tinha dificuldade em se comunicar com o mundo exterior e sofria de transtorno dissociativo de identidade, que o tornava esquizotímico ou até esquizofrênico.
O filósofo e céptico científico norte-americano Paul Kurtz, numa das suas obras mais influentes, The Transcendental Temptation (1986, capítulo Was Jesus disturbed?), afirma que alguns fragmentos do evangelho sugerem que Jesus tinha uma personalidade perturbada (em inglês:  disturbed personality). Salienta, no entanto, que é difícil verificar a veracidade destas sugestões porque não temos oportunidade de o submeter a um diagnóstico psiquiátrico detalhado. Afirma que se Jesus tinha alguma reivindicação de divindade, estava perturbado (em inglês:  deranged). Segundo Kurtz, Jesus pregava constantemente que o fim do mundo estava a chegar (em inglês:  doomsday or the last days were at hand). Neste contexto, refere-se a Mateus 16:28 e Mateus 24:34-35. Cita ainda fragmentos do evangelho em que a família de Jesus (Marcos 3:20-21) e outros judeus do seu tempo (Marcos 3:22, João 10:20) o acusaram de possessão e loucura.
O neurologista americano Robert Sapolsky em seu livro "O problema da testosteronaona: e outros ensaios sobre a biologia da dificuldade humana" e em suas palestras sugere que Jesus tinha transtorno de personalidade esquizotípica.
Em 1998–2000, Pole Leszek Nowak, desde Posnânia, escreveu o estudo no qual, baseado em sua própria história de delírios de missão e idéias supervalorizadas, e informações comunicadas nos Evangelhos, ele fez uma tentativa de reconstruir a psique de Jesus.

## Opiniões defendendo a sanidade de Jesus
Opiniões e publicações que questionaram a sanidade de Jesus, especialmente Charles Binet-Sanglé e William Hirsch, provocaram reações polêmicas. Eles foram desafiados pela primeira vez por Albert Schweitzer em sua tese de doutorado intitulada Die psychiatrische Beurteilung Jesu: Darstellung und Kritik (1913) e pelo teólogo americano Walter Bundy em seu livro de 1922 The Psychic Health of Jesus.
A defesa da saúde mental de Jesus foi dedicada a um editorial da revista dos jesuítas italianos La Civiltà Cattolica(en), publicada em 5 de novembro de 1994. À pergunta do título «E se Gesù si fosse ingannato?» («E se Jesus fosse enganado?») os editores responderam negativamente, argumentando que Jesus não era um fanático ou megalomaníaco, mas uma pessoa mentalmente saudável e muito realista. Portanto, ele não se enganou dizendo que era o messias e o Filho de Deus.
A saúde mental de Jesus é defendida pelos psiquiatras Olivier Quentin Hyder, também por Pablo Martínez e Andrew Sims(en) em seu livro Mad or God? Jesus: The healthiest mind of all (2018). Além disso, apologistas cristãos, como Josh McDowell(en) e Lee Strobel, retoma o tema da defesa da sanidade de Jesus.